# Conard-Pyle Co
Conard-Pyle Co est un horticulteur-pépiniériste américain, basé à West Grove en Pennsylvanie.

## Historique
En 1897 se crée une petite pépinière, la Conard et Jones Company. Robert Pyles y arrive en 1899 et en 1908 l'entreprise se spécialise dans les rosiers et crée la marque Star Roses.
C'est en 1925 que naît Conard-Pyle Co. Ils participent à l'élaboration des AARS (All-America Rose Selections), trophée qui n'accepte que les rosiers à belles fleurs, résistant aux maladies.

## Partenariat Conard-Pyle Co et Meilland
Après la Première Guerre mondiale, Antoine Meilland signe un contrat avec eux pour la commercialisation des roses Meilland aux États-Unis.
En 1939, Francis Meilland apporte ses créations en cours pour les sauvegarder, en particulier 'Madame Antoine Meilland' (appelée 'Peace' aux États-Unis). 

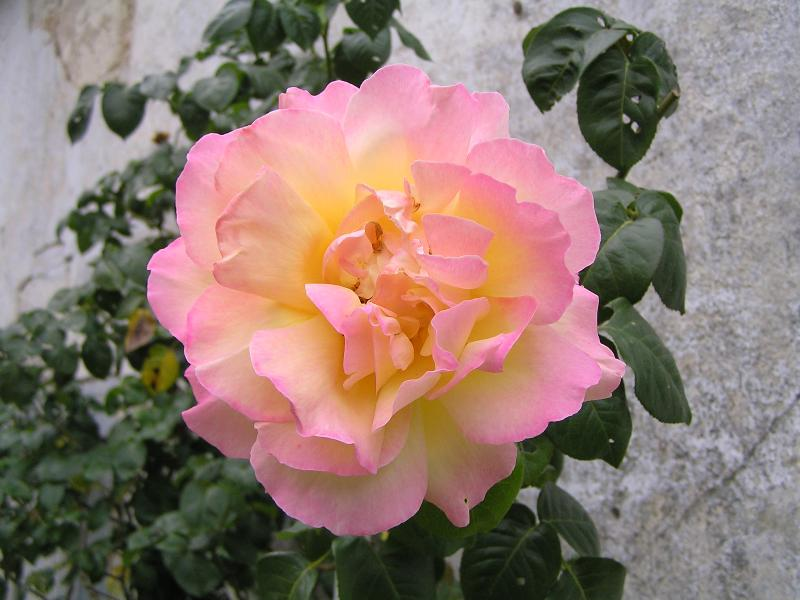
Rose 'Peace' ou 'Madame Antoine Meilland'

Ce partenariat se poursuit depuis soixante-dix ans.